# ISO 37001
ISO 37001: Система управління протидією корупції — вимоги та настанови щодо застосування — це міжнародний стандарт систем управління, опублікований Міжнародною організацією зі стандартизації (ISO) у 2016 році. Відповідно до назви, він встановлює вимоги до створення, впровадження, функціонування, підтримки та постійного вдосконалення системи управління протидії корупції та хабарництву (ABMS). Стандарт також містить настанови щодо дій та підходів, які організації можуть застосовувати для дотримання вимог стандарту.
Цей стандарт системи менеджменту розроблено проектним комітетом ISO ISO/PC 278 «Системи менеджменту боротьби з хабарництвом» . Нещодавно було створено технічний комітет ISO/TC 309 «Управління організаціями», члени якого займатимуться підтримкою та майбутнім розвитком ISO 37001 .
Система управління протидією корупції має на меті допомогти організаціям у боротьбі з хабарництвом, встановлюючи процедури, політику та засоби контролю, які сприяють розвитку культури доброчесності, прозорості та відповідності.
ISO 37001 застосовується лише до корупції, а ABMS має на меті покращити здатність організації запобігати, виявляти та реагувати на хабарництво, а також дотримуватись законів і зобов'язань щодо боротьби з хабарництвом, визначиними організацією. Крім того, ISO 37001 конкретно не стосується шахрайства, картелів, відмивання грошей або іншої діяльності, пов'язаної з корупцією .
Система управління протидією хабарництву може бути окремою системою або інтегрованою у вже впроваджену систему управління, таку як система управління якістю ISO 9001. Організація може впровадити Антикорупційну систему менеджменту в поєднанні з іншими системами, такими як ISO 9001 Система менеджменту якості, ISO 14001 Управління навколишнім середовищем та ISO 45001 Охорони здоров'я та безпеки праці.

## Історія створення
Стандарт був розроблений технічним комітетом ISO/TC 309 під головуванням юриста Ніла Стенсбері та вперше опублікований 15 жовтня 2016 року. Стандарт базувався на існуючих вказівках Міжнародної торгової палати, Організації економічного співробітництва та розвитку, Transparency International та інших організацій. Стандарт також містить інструкції, видані провідними міжнародними регуляторними органами, такими як Міністерство юстиції США, Комісія з цінних паперів і бірж США та Міністерство юстиції Великобританії.
Стандарт був прийнятий урядами Сингапуру та Перу для своїх систем управління боротьбою з корупцією, а також ліг в основу «Шеньчженьського стандарту», офіційного антикорупційного стандарту, опублікованого містом Шеньчжень, Китай, у червні 2017 року. Microsoft і Walmart також оголосили про наміри отримати сертифікат ISO 37001. В Україні сертифікацію пройшов Національний банк України.

## Основні вимоги стандарту
ISO 37001:2016 відповідає «Структурі високого рівня ISO (HSL)» у 10 основних пунктах у наступному розподілі:
1. Область застосування
2. Нормативні посилання
3. Терміни та визначення
4. Контекст організації
5. Лідерство
6. Планування
7. Підтримка
8. Функціонування
9. Оцінка ефективності
10. Поліпшення

Стандарт розглядає лише системи управління і не є всеосяжним стандартом боротьби з корупцією чи шахрайством. Він також містить значну частку елементів суб'єктивізму, оскільки багато вимог визначаються такими термінами, як «відповідний» та «обґрунтований». Тому фактичне значення та актуальність сертифікації за стандартом ISO 37001 значною мірою залежить від ретельності органу, що проводить сертифікацію.

## Історія версій
| рік      | опис                    |
| -------- | ----------------------- |
| 2016 рік | ISO 37001 (1-е видання) |